# Église Saint-Germain de Buzancy
L'église Saint-Germain est une église située à Buzancy, en France.

## Description
Le portail d'entrée est du XIIIe siècle, avec la statue de Saint-Germain surmonté d'un tympan formant fenêtre, avec deux arcs trilobés et une rosace, puis d'une baie.
À l'intérieur, les trois premières travées de la nef datent du XVe siècle et XVIe siècle, elles sont suivies de deux travées, et du chœur du XIIIe siècle, comme les bas-côtés. Les chapiteaux à feuille de ces dernières parties rappellent la sculpture de la cathédrale de Reims. On peut remarquer également à l'intérieur les stalles de chêne sculpté, le maître-autel à baldaquin et les deux autels latéraux,.

## Localisation
L'église est située sur la commune de Buzancy, dans le département français des Ardennes.

## Historique
La voie romaine menant de Reims à Trèves, s'est vue compléter au sud d'un chemin menant vers Buzancy et Stenay, assurant le développement de ce bourg.  La paroisse est placée sous l'invocation de saint Germain d'Auxerre, et appartient au diocèse de Reims. L'abbé de Mouzon est au Moyen Âge le collateur de la cure. Elle est  le siège de doyenné en 1261, mais ne l'est plus au siècle suivant : c'est Grandpré qui s'est substitué à Buzancy.
L'église a été le lieu d'inhumation des marquis d'Anglure. Les trois cloches ont été prises par les Allemands pendant la Première Guerre mondiale, la seconde par la taille avait comme inscritption : j'ai été bénite par messire d'Ormaison et Jean Roba curé de Buzancy nommée Scholastique mes parrains et marraine sont M.Bourlemont chevalier comte de Chamarande marquis de Buzancy et sa dame Scholastique d'Anglure marguilliers : Ch Dupleissis Jérémie Ciffin Hamonet Rigobert Coffin greffier Mars 1690
L'édifice est classé au titre des monuments historiques en 1920.